# Verzetsmonument Wildervank
Het verzetsmonument in de Groningse plaats Wildervank is een monument ter nagedachtenis aan de Tweede Wereldoorlog.

## Beschrijving

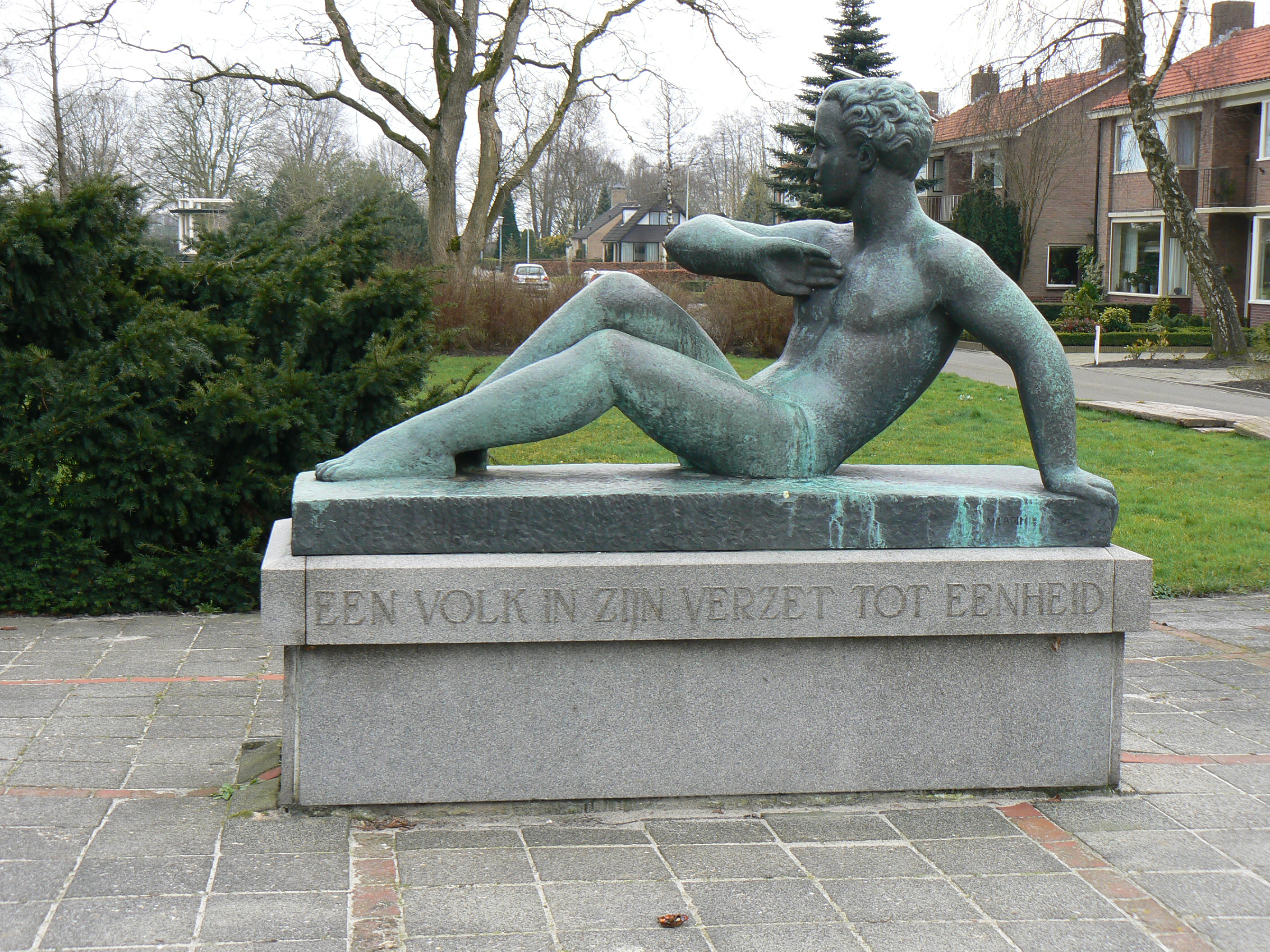
Het bronzen beeld

Het oorspronkelijke monument werd gemaakt door beeldhouwer Wladimir de Vries. Het bestond uit een zich oprichtende, naakte mannenfiguur van brons op een natuurstenen sokkel. De man houdt een arm opgeheven, waarmee hij afweert en zich beschermt. Op de sokkel staat de tekst, geschreven door Wildervanker Klaas Kuiper (1907-1978): 

een volk in zijn verzet tot eenheid saamgebonden heeft in de stille strijd zijn vrijheid weergevonden

Het beeld werd 13 april 1949 onthuld door de dames Lubbers en Kamminga, zij waren nabestaanden van in de oorlog omgekomen verzetsstrijders. In 2002 werd naast het monument een plaquette op een sokkel geplaatst, met daarop de namen van Hirzo K. Smook (28 jr), Jan Kamminga (29 jr), Christinus W. Lubbers (45 jr) en Arend Talens (23 jr).
Het bronzen beeld van De Vries werd in de nacht van 20 op 21 juni 2013 gestolen. Op 22 april 2014 werd een nieuw werk op de sokkel geplaatst. Dit beeld is ontworpen door kunstenaar Mark Witteveen uit Noordbroek en bestaat uit een weergave van het oorspronkelijke monument in foliedruk in glas.